# غشوة أنيقة
غشوة أنيقة (الاسم العلمي:Ceropegia elegans) هي نوع من النباتات يتبع جنس الغشوة من الفصيلة الدفلية.